# Dopplernavigation

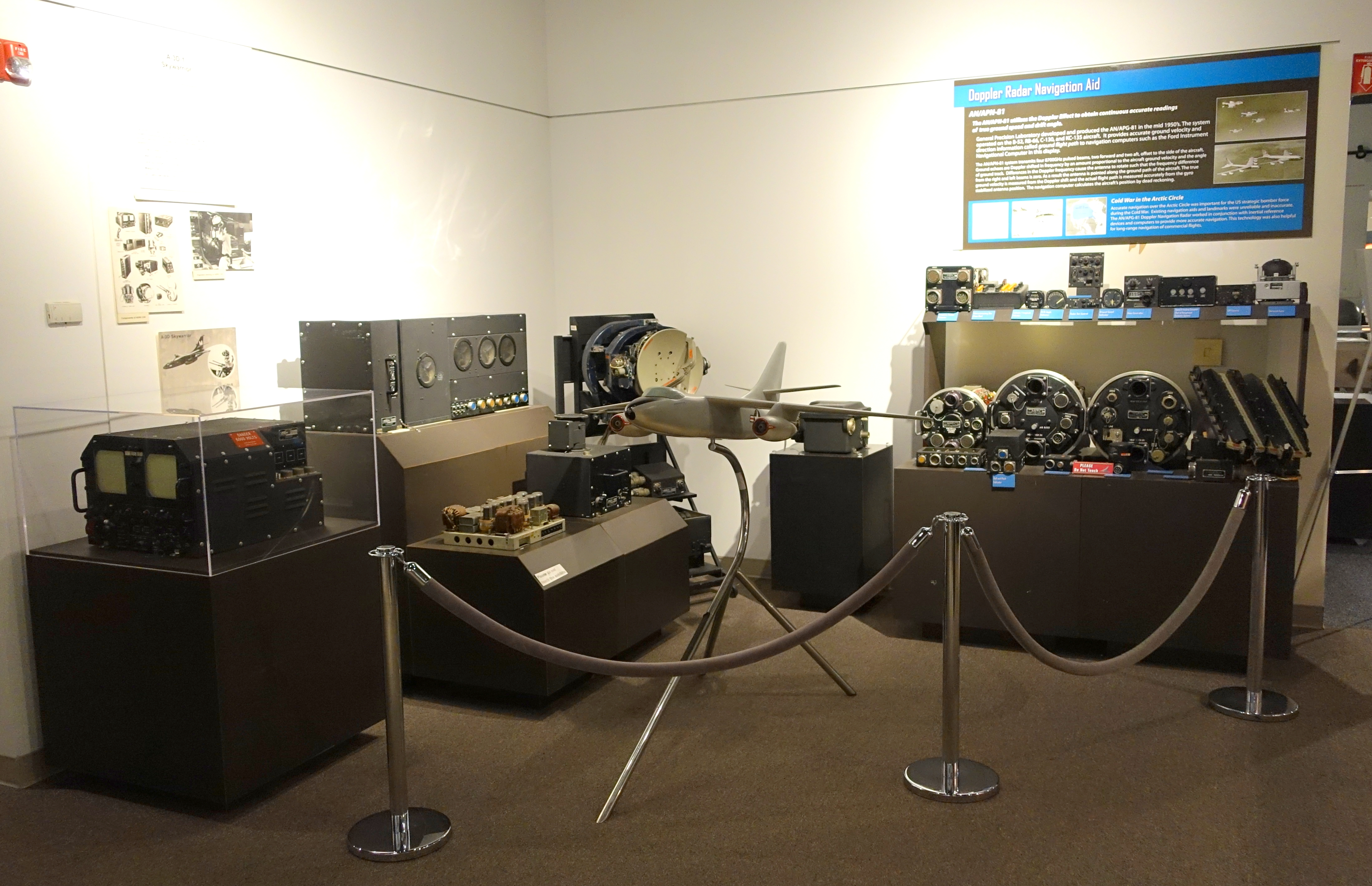
Dopplernavigation im National Electronics Museum

Als Doppler-Navigation wird in der Luftfahrt eine Genauigkeitssteigerung der Koppelnavigation bezeichnet, die auf dem Dopplereffekt beruht.
Mehrere schräg nach unten gerichtete Doppler-Radar-Antennen empfangen die vom Boden reflektierten Radarechos, deren Frequenzverschiebungen von der Fluggeschwindigkeit und vom Abstrahlwinkel abhängen. Daraus lässt sich die präzise Geschwindigkeit über Grund und die Abdrift berechnen sowie aus dem Integral der Geschwindigkeit die genaue Flugstrecke.
Bei den ersten Systemen (entwickelt in den 1950er-Jahren) wurden die Antennen seitlich verschwenkt, bis ihre Dopplerverschiebung rechts und links den gleichen Wert hatte, woraus sich der wahre Kurs über Grund ergab. Neuere Systeme analysieren die Frequenzverschiebungen rechnerisch und erreichen Genauigkeiten von etwa 1 Promille des zurückgelegten Weges. Damit wird das Verfahren um das 5- bis 10-fache genauer als die klassische Koppelnavigation und außerdem unabhängig von den Wetterbedingungen.
In den 1970ern entwickelte das Stuttgarter Institut für Flugnavigation (Prof. Karl Ramsayer) auf der Basis des Dopplerradars automatische Koppelkarten mit Anzeige des aktuellen Kurses und der laufenden Position. Heute werden diese Messdaten in die Displays für Integrierte Navigation eingebunden.